# Sywakiwci
Sywakiwci (ukr. Сиваківці) – wieś na Ukrainie, w obwodzie winnickim, w rejonie winnickim. W 2001 liczyła 795 mieszkańców, spośród których 790 wskazało jako ojczysty język ukraiński, 4 rosyjski, a 1 białoruski.